# همسر هنرمند و سگ سترش

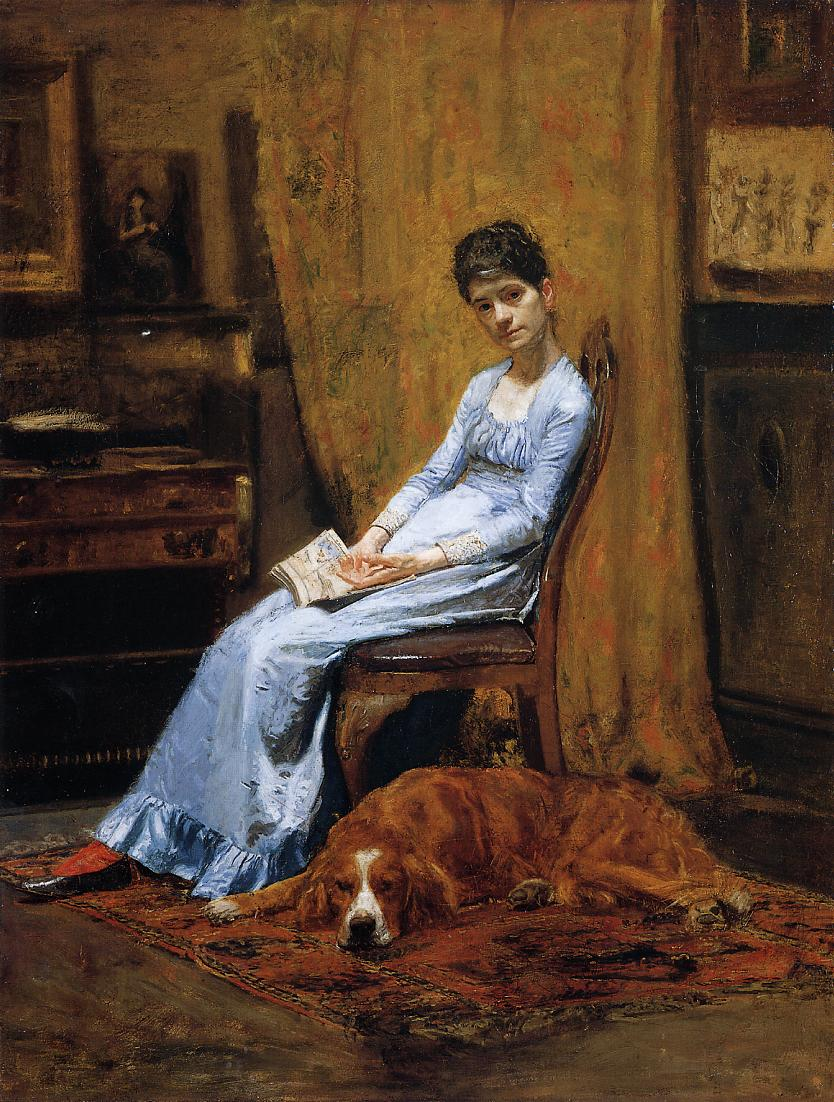
همسر هنرمند و سگ سترش

همسر هنرمند و سگ سترش (به انگلیسی: The Artist's Wife and His Setter Dog) نام یک نقاشی کشیده شده در سال‌های ۱۸۸۴ - ۱۸۸۹ توسط توماس ایکینز است. این نقاشی بخشی از مجموعه هنری موزه متروپولیتن نیویورک است. در این اثر همسر توماس ایکینز به‌همراه سگ ستر او به تصویر کشیده شده‌است.